# Lion Rampant (Tabletop)
Lion Rampant ist ein Tabletop-Spiel von Daniel Mersey veröffentlicht von Osprey Publishing. Es spielt im Mittelalter, wobei die 2. Edition den Zeitraum von 400 n. Chr. bis 1500 n. Chr. abdeckt. Die 1. Edition wurde 2014 veröffentlicht und die 2. Edition 2022. Zusätzlich wurden die regeln für Tabletop-Spiele im Fantasy- und SciFi-Genre adaptiert.
Lion Rampant simuliert kleinere Konflikte mit 40 bis 70 Miniaturen und keine großen mittelalterlichen Schlachten. Gleichzeitig kennt das Tabletop keine Fraktionen, sondern nur unterschiedliche Einheitentypen, aus denen sich die Spieler ihre Armeeliste zusammenstellen können. Im Buch gibt es aber Beispiel-Armeelisten für die Standard-Spielgröße für verschiedene Fraktionen.
Dabei gibt es für Lion Rampant keine eigenen Miniaturen. Die Spieler müssen daher Miniaturen von Drittanbietern nurtzen. Um bestehende Miniaturensammlungen nutzen zu können, gibt das Regelbuch keinen festen Maßstab der Miniaturen vor.

## Regelwerke und Erweiterungen
Die folgenden Regelwerke sind für Lion Rampant erschienen:
- 2014 – Lion Rampant: Medieval Wargaming Rules[2]
- 2022 – Lion Rampant: Medieval Wargaming Rules Second Edition[1]

Zusammen mit der Universität von Edinburgh  sind für Lion Rampant die folgenden Erweiterungen erschienen:
- 2020 – Lion Rampant: The Crusader States[3]
- 2021 – Lion Rampant: A Viking in the Sun[4]

Die folgenden adaptierten Regelwerke sind erschienen:
- 2015 – Dragon Rampant: Fantasy Wargaming Rules[5]
- 2022 – Xenos Rampant: Science Fiction Wargame Battles[6]
- 2025 – Dragon Rampant: Fantasy Wargaming Rules Second Edition

## Spielmaterial
Osprey Games veröffentlicht nur die Spielregeln.
Zusätzlich zu den Spielregeln benötigt man eine Spielfläche mit Geländestücken, für jeden Spieler ein Maßband, sechsseitige Würfel und natürlich Miniaturen. Die Standardregeln eignen sich für Miniaturen im 28 mm- oder 32 mm-Maßstab. Sollte man mit Miniaturen im 15 mm-Maßstab spielen wollen, gibt das Regelwerk Empfehlungen für kleinere Anpassungen der Regeln. So kann man im 15 mm-Maßstab Entfernungen in cm statt in Zoll messen.
Unterschiedliche Geländestücke haben unterschiedliche Regeln und können so das Spiel beeinflussen. Zusätzlich bietet Lion Rampant optionale Regeln für den Einfluss von Wetter an, die aber nicht mit Spielmaterial dargestellt werden.

## Auszeichnungen und Nominierungen

### Auszeichnungen
2022 erhielt die 2. Edition von Lion Rampant den Origin Award für "Best Miniatures Game" (zu dt.: Bestes Miniaturenspiel).

### Nominierungen
2015 wurde die 1. Edition von Lion Rampant bei den Origin Awards für "Best Historical Miniature Rules" (zu dt.: Beste historische Miniaturen-Regeln) nominiert.

### Rezensionen
- 2025 hatte die 1. Edition auf BoardGameGeek eine Wertung von 7,8[9]
- 2025 hatte die 2. Edition auf BoardGameGeek eine Wertung von 8,7[7]